# Ianuarie 2011
Acest articol este generat integral pe baza informațiilor din articolul 2011 și este actualizat periodic de un robot.
 Editările făcute în articol vor fi șterse la următoarea actualizare! Dacă doriți să faceți modificări, editați articolul-sursă.

ianuarie -
februarie -
martie -
aprilie -
mai -
iunie -
iulie -
august -
septembrie -
octombrie -
noiembrie -
decembrie
Ianuarie 2011 a fost prima lună a anului și a început într-o zi de sâmbătă.

## Evenimente

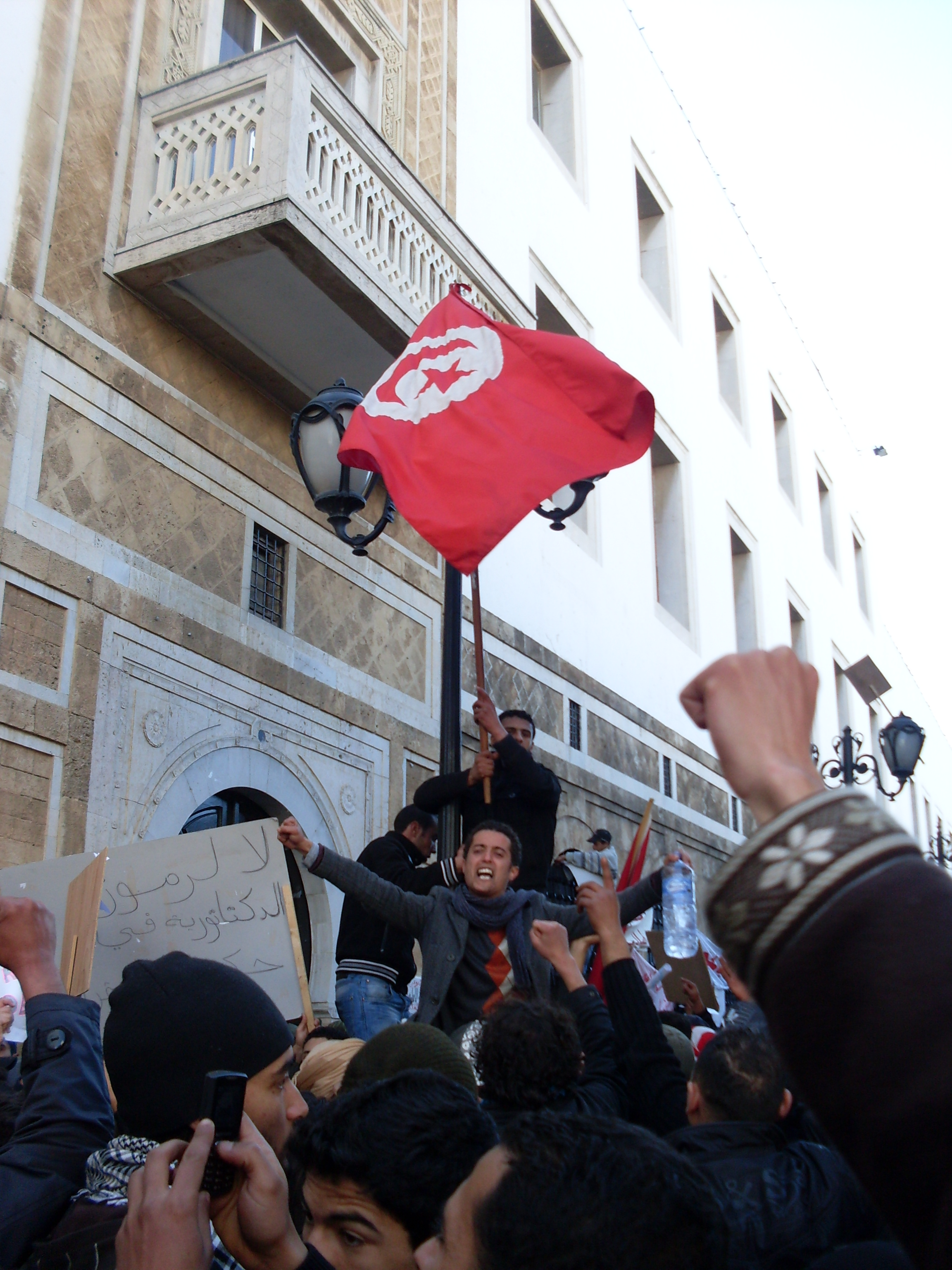
Revoluție în Tunisia - începe Primăvară Arabă

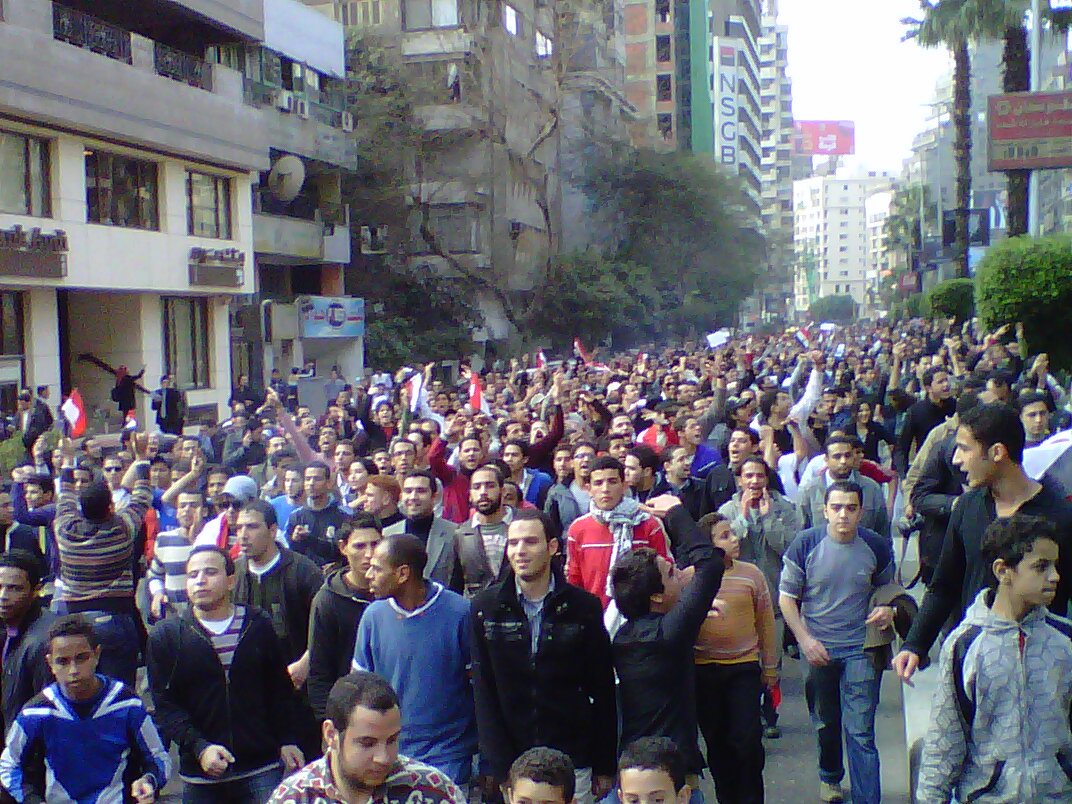
Debutul revoluției din Egipt

- 1 ianuarie: Ungaria preia de la Belgia președinția Consiliului Uniunii Europene.
- 1 ianuarie: Estonia adoptă moneda euro renunțând la coroana estoniană.
- 4 ianuarie: O eclipsă solară parțială a fost vizibilă în Europa de Nord și în Europa de Est.
- 4 ianuarie: Canadianca Kathryn Gray în vârstă de 10 ani, devine cea mai tânără persoană care a descoperit o supernovă.[1]
- 8 ianuarie: Un incident armat care a avut loc într-un supermarket din Tucson, statul american Arizona, a dus la moartea a 6 persoane și rănirea altor 14. Gabrielle Giffords, membră a Congresului SUA, a fost rănită grav în incident.
- 9 ianuarie: Referendum pentru independență în Sudanul de Sud. Rata de participare a fost de 96%.[2]
- 9 ianuarie: În apropiere de orașul Urumiyeh, în nord-vestul Iranului, are loc un accident aviatic al companiei naționale Iran Air. Potrivit bilanțului poliției cel puțin 77 de persoane au murit, 26 au fost rănite și 1 este dată dispărută.[3]
- 10 ianuarie: NASA a anunțat că a descoperit cu ajutorul telescopului spațial Kepler prima exoplanetă ce are o mărime apropiată de cea a Terrei.
- 13 ianuarie: A început Campionatul Mondial de Handbal Masculin din Suedia.
- 14 ianuarie: La Bruxelles au avut loc discuții pentru adoptarea raportului tehnic privind aderarea României la spațiul Schengen. Franța a fost singura țară care a cerut timp suplimentar pentru studierea dosarului României privind Sistemul de Informații Schengen,[4] însă ulterior nu a cerut nici o lămurire României în termenul legal (20 ianuarie).[5]
- 15 ianuarie: Începând cu acest an, de ziua poetului Mihai Eminescu, în România va fi sărbătorită "Ziua Culturii Naționale", în urma unei legi promulgate la 6 decembrie 2010.
- 15 ianuarie: Zine El Abidine Ben Ali a fost înlăturat definitiv de la președinția Tunisiei, unde Consiliul Constituțional a declarat funcția vacantă și l-a numit pe președintele Parlamentului șef de stat interimar, în conformitate cu prevederile Constituției.[6]
- 16 ianuarie: A avut loc cea de-a 68-a ediție a Premiilor Globul de Aur.
- 24 ianuarie: Cel puțin 35 de persoane și-au pierdut viața și mai mult de 100 rănite într-o explozie la Aeroportul Internațional Domodedovo din Moscova.[7]
- 26 ianuarie: Mii de egipteni se alătură protestelor antiguvernamentale după o campanie pe internet inspirată de revolta tunisiană recentă.

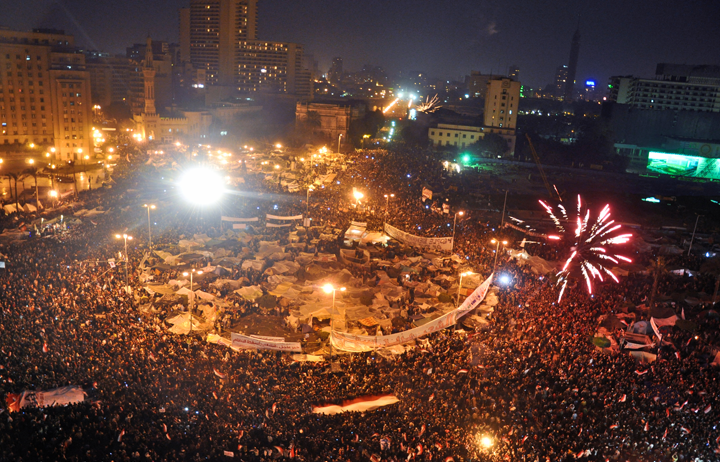
Sărbătorirea victoriei în Tahrir Square după anunțul demisiei președintelui Mubarak

## Nașteri
Prințul Vincent al Danemarcei, al treilea copil al Prințului Moștenitor Frederik al Danemarcei.
Prințesa Josephine a Danemarcei, al patrulea copil al Prințului Moștenitor Frederik al Danemarcei.

## Decese
- 1 ianuarie: Flemming Duun Jørgensen, 63 ani, cântăreț și actor danez (n. 1947)
- 1 ianuarie: Constantin Marin, 85 ani, fondator al Corului Național de Cameră Madrigal (n. 1925)
- 1 ianuarie: Constantin Marin, muzician român (n. 1925)
- 2 ianuarie: Anne Lloyd Francis, 80 ani, actriță americană de film (n. 1930)
- 2 ianuarie: Pete Postlethwaite (n. Peter William Postlethwaite), 64 ani, actor britanic (n. 1946)
- 3 ianuarie: Fadil Hadžić, 88 ani, regizor de film, scenarist, dramaturg, pictor și jurnalist bosniac (n. 1922)
- 3 ianuarie: Erich Nussbaum, 76 ani, regizor român de filme documentare din România (n. 1934)
- 3 ianuarie: Dumitru Titus Popa, 71 ani, jurnalist român (n. 1940)
- 4 ianuarie: Mohamed Bouazizi, 26 ani, om de afaceri tunisian (n. 1984)
- 4 ianuarie: Gerald Gerry Rafferty, 63 ani, muzician britanic (n.1947)
- 4 ianuarie: Salmaan Taseer, 66 ani, om de afaceri, politician pakistanez (n. 1946)
- 7 ianuarie: Ion Vova (n. Vladimir Ionescu), 93 ani, actor, realizator de emisiuni și regizor artistic român (n. 1917)
- 9 ianuarie: Liana Alexandra (Liana Alexandra Moraru), 63 ani, compozitor și profesor român (n. 1947)
- 11 ianuarie: Audrey Lawson-Johnston, 95 ani, ultima supraviețuitoare a naufragiului navei RMS Lusitania (n. 1915)
- 12 ianuarie: Clemar Bucci, 91 ani, pilot argentinian de Formula 1 (n. 1920)
- 12 ianuarie: Vasile Mucea, 77 ani, violonist român (n. 1933)
- 15 ianuarie: Vladimir Eremciuc, 60 ani, deputat din R.Moldova (n. 1951)
- 15 ianuarie: Romulus Linney, 80 ani, dramaturg american (n. 1930)
- 16 ianuarie: Ivan Alexandru Deneș, 83 ani, scriitor român, jurnalist, traducător, politician comunist, apoi de extremă dreapta, de etnie evreiască  (n. 1928)
- 18 ianuarie: Cristian Pațurcă, 46 ani, cântăreț și compozitor român (n. 1964)
- 19 ianuarie: Mihai Ionescu (aka Mișu), 74 ani, fotbalist (portar) român, (n. 1936)
- 23 ianuarie: Jack LaLanne (n. Francois Henri LaLanne), 96 ani, antrenor de fitness, moderator TV, inventator, antreprenor american (n. 1914)
- 24 ianuarie: Bernd Eichinger, 61 ani, producător de film, german (n. 1949)
- 25 ianuarie: Umberto Albini, 87 ani, scriitor, filolog și traducător maghiar de etnie italiană (n. 1923)
- 25 ianuarie: Károly Ferenc Szabó, 67 ani, politician român de etnie maghiară (n. 1943)
- 27 ianuarie: Liana Dumitrescu, 38 ani, politician român (n. 1973)
- 28 ianuarie: Bujorel Mocanu, 48 ani, fotbalist și antrenor român (n. 1962)
- 29 ianuarie: Ian Abdulla, 63 ani, artist australian (n. 1947)
- 30 ianuarie: John Barry (n. John Barry Prendergast), 77 ani, compozitor de muzică de film, britanic (n. 1933)
- 31 ianuarie: Bartolomeu Anania (n. Valeriu Anania), 89 ani, mitropolit al Clujului, Albei, Crișanei și Maramureșului (n. 1921)
- 31 ianuarie: Ferenc Botka, 81 ani, istoric literar maghiar (n. 1929)